# Tetartèron

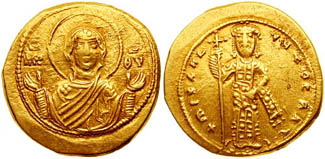
Tetartèron de Miquel VI

El tetartèron (grec: [νόμισμα] τεταρτηρόν, [nómisma] tetartiron, ‘[moneda d'un] quart’) fou el nom romà d'Orient de dues monedes diferents, una d'or que circulà entre la dècada del 960 i el 1092 en paral·lel amb l'histàmenon i una de coure que fou utilitzada entre el 1092 i la segona meitat del segle xiii.
El tetartèron d'or fou introduït amb la reforma monetària de Nicèfor II. La nova moneda pesava uns 4,09 g, és a dir, tres quartes parts del que pesava el sòlid, però la intenció del govern era que tingués el mateix valor que aquest últim, fet que no es produí. El tetartèron de bronze fou introduït amb la reforma monetària d'Aleix I. Era una moneda petita, però inicialment tenia un gruix important. Fou encunyat fins al regnat de Miquel VIII.